# Mathias Vacek
Mathias Vacek (* 12. června 2002, Beroun) je český profesionální silniční cyklista jezdící za UCI WorldTeam Lidl–Trek. Dříve se také účastnil závodů v běhu na lyžích. 

## Život
Narodil se v roce 2002 v Berouně do sportovní rodiny, jeho starší bratr Karel je také profesionálním cyklistou. Když mu bylo pět let, rodina se přestěhovala do Rakouska, kde žil 10 let a kde také chodil do školy. Kromě češtiny ovládá němčinu, angličtinu a italštinu.
Bydlí na Šumavě.

## Sportovní kariéra

### Začátky
Věnoval se nejdříve běhu na lyžích, až později cyklistice, časem však upřednostnil cyklistiku.
Vacek ve svých juniorských letech působil v italském týmu F.lli Giorgi. V srpnu 2020 se stal juniorským mistrem Evropy v časovce.

### Gazprom–RusVelo (2021–2022)
V listopadu 2020 Vacek podepsal dvouletou smlouvu s ruským UCI ProTeamem Gazprom–RusVelo od sezóny 2021. Zároveň také podepsal dvouletý kontrakt s UCI WorldTeamem Trek–Segafredo začínaje sezónou 2023. Původně se měl připojit k týmu NTT Continental Team a následně v sezónách 2022 a 2023 reprezentovat barvy týmu NTT Pro Cycling, z tohoto plánu však sešlo kvůli finančním potížím týmu. Místo něj tato sestava nakonec přijala jeho staršího bratra Karla.

#### Sezóna 2022
Sezónu 2022 Vacek zahájil na závodu Tour of Antalya, na němž však nedosáhl žádných výrazných výsledků. Dalším závodem byla pro Vacka na konci února sedmidenní UAE Tour, na níž si odbyl svůj debut v UCI World Tour. V šesté etapě se dostal do úniku spolu s týmovými kolegy Pavlem Kočetkovem a Dmitrijem Strakovem a dalšími 3 jezdci z týmů AG2R Citroën Team a Bardiani–CSF–Faizanè. Cílem bylo zajistit Strakovovo vedení v sprinterské soutěži, avšak 100 km před cílem měl únik náskok pouhé 1 minuty. Kvůli neaktivitě v pelotonu se však časová mezera stabilizovala a 10 km před cílem měla čelní skupina náskok 1 minuty a 15 sekund. I přes pozdní stíhání pelotonem si skupina udržela až do cíle patnáctisekundový náskok. Kočetkov pro své kolegy rozjel sprint a Vacek si pak dojel pro své první profesionální vítězství v kariéře a druhé vítězství týmu v sezóně. Stal se tak nejmladším vítězem závodu, jenž je součástí UCI World Tour. Po závodu své vítězství okomentoval slovy: "Stále tomu nemohu uvěřit, je to úžasné. Jsem ještě pořád dost mladý, je mi 19 let, a tohle vítězství pro mě znamená opravdu hodně. Takže tomu nemohu stále uvěřit!".
Po UAE Tour mělo být pro Vacka dalším závodem Trofeo Laigueglia v Itálii, ale toho se nakonec neúčastnil, neboť jeho týmu UCI odebrala licenci v reakci na ruskou invazi na Ukrajinu. Vacek se tak ocitl bez kontraktu a musel předčasně začít řešit svou budoucnost. Nakonec znovu závodil až na konci března, když se za český národní tým zúčastnil závodu Velká Bíteš–Brno–Velká Bíteš. Znovu se mu podařilo zvítězit, když v cíli přesprintoval Jakuba Ťoupalíka a Jana Kašpara. Následně se Vacek začal připravovat na červnový Závod míru do 23 let, jenž byl jedním z jeho původních cílů sezóny. Ještě před ním pak v polovině května médiím formálně potvrdil, že podepsal dvouletou smlouvu s týmem Trek–Segafredo od začátku sezóny 2023 a že již od 1. srpna bude v týmu na stáži. Původně dokonce usiloval o to, aby se mohl stát plnohodnotným členem týmu již v průběhu sezóny 2022, ale tým Trek–Segafredo již zaměstnával maximální počet 31 závodníků a UCI Vackovi neudělila výjimku, aby se mohl stát třicátým druhým jezdcem sestavy.
Do Závodu míru do 23 let vstupoval jako jeden z favoritů, jeho ambicí bylo umístění v top 3, popřípadě celkové vítězství. Do závodu vstoupil vítězstvím v prologu a stal se tak prvním lídrem celkového pořadí, tudíž i držitelem žlutého trikotu. V následující první etapě ho pak musel odevzdat týmovému kolegovi Pavlu Bittnerovi. Ve druhé etapě s dvojitým výjezdem na Dlouhé stráně se celý den i za pomoci staršího bratra Karla držel ve skupině favoritů, až v závěru přestal stačit a etapu dokončil na čtvrtém místě. Tento výsledek ho v celkovém pořadí posunul na průběžnou třetí příčku. Tu si udržel i v závěrečné třetí etapě a stal se tak prvním Čechem na pódiu Závodu míru do 23 let od roku 2017. Zároveň se také stal nejlepším závodníkem do 21 let a nejlepším Čechem v závodu.
Před národním šampionátem se Vacek stal členem českého amatérského týmu CK Příbram Fany Gastro, jehož barvy reprezentoval už v mládežnických kategoriích. Na samotném šampionátu se nejprve zúčastnil časovky určené pro závodníky do 23 let. Závod jasně vyhrál s náskokem minuty a 20 sekund na druhého Petra Kelemena. O 3 dny později se postavil na start elitního silničního závodu, do něhož vstupoval jako jeden z favoritů. Tato očekávání však nenaplnil, neboť závod dokončil až na 12. místě se ztrátou 3 minut a 51 sekund na vítězného Matěje Zahálku. O necelé 2 týdny později se Vacek zúčastnil mistrovství Evropy určené pro juniory a závodníky do 23 let, které se konalo v portugalské Anadii. V individuální časovce do 23 let dojel Vacek patnáctý se ztrátou minuty a 34 sekund na vítězného Belgičana Aleca Segaerta. V silničním závodu do 23 let se Vacek na pátém ze sedmi okruhů připojil k úniku, který ve finále bojoval o vítězství. V cíli byl přesprintován pouze Němcem Felixem Engelhardtem a získal tak stříbrnou medaili.
Na začátku srpna se Vacek zúčastnil závodu slovenského poháru v Tlmačích, který vyhrál. Zároveň s tím vyhrál i závodu předcházející kritérium.

### Trek–Segafredo (2023–)
V srpnu 2022 bylo oznámeno, že Vacek podepsal tříletý kontrakt s UCI WorldTeamem Trek–Segafredo od sezóny 2023.

#### Sezóna 2023
Svou sezónu 2023 Vacek odstartoval na konci ledna v Argentině na etapovém závodu Vuelta a San Juan. Před startem si za cíl stanovil etapové vítězství nebo umístění mezi deseti nejlepšími v celkovém pořadí. Ve třetí etapě pomohl svému týmovému kolegovi Quinnu Simmonsovi k etapovému vítězství.

#### Sezóna 2024
Rok 2024 byl pro Mathiasovu kariéru průlomovým.
Na květnovém Kolem Norska získal bílý trikot a celkově obsadit 4. místo. O dva týdny později skončil 2. na Kolem Belgie, kde se taktéž stal nejlepším mladým jezdcem. Na mistrovství republiky se stal mistrem republiky v časovce a o 3 dny později skončil proti velké přesile týmu ATT a Elkov celkově pátý v silničním závodu.
Na olympiádě v Paříži vyrovnal 11. místem v časovce české maximum Leopolda Königa. Za elitní desítkou zaostal o pouhou jednu desetinu sekundy. Velmi dobrým výkonem se prezentoval také v silničním závodu, kde dojel v českém maximu čtrnáctý.
Po LOH startoval na své první Grand Tour, když se zúčastnil Vuelty. Hned ve své první etapě na Grand Tour dojel druhý, když v časovce na vítězného američana McNultyho ztratil dvě sekundy. Toto umístění zopakoval v 7. etapě, když ho ve spurtu předstihl pouze belgičan Wout van Aert. Na španělském třítýdenním závodu obsadil celkově 61. místo, mezi mladými jezdci skončil patnáctý. Po prvních třech etapách byl držitelem bílého trikotu.
Svou sezónu doposud nejlepší sezónu Vacek dovršil skvělým 20. místem v silničním závodu na MS, když tempu hlavní skupiny nestačil až na začátku posledního okruhu.

## Hlavní výsledky
2019
LVM Saarland Trofeo
4. místo celkově
Mistrovství Evropy
6. místo silniční závod juniorů
2020
Mistrovství Evropy
 vítěz časovky juniorů
Národní šampionát
 vítěz časovky juniorů
2. místo silniční závod juniorů
2021
Národní šampionát
3. místo časovka do 23 let
5. místo silniční závod
Grand Prix Jeseníky
 vítěz soutěže českých jezdců
6. místo celkově
2022
Národní šampionát
 vítěz časovky do 23 let
UAE Tour
vítěz 6. etapy
Mistrovství světa
 2. místo silniční závod do 23 let
9. místo časovka do 23 let
Mistrovství Evropy
 2. místo silniční závod do 23 let
Grand Prix Jeseníky
3. místo celkově
 vítěz soutěže mladých jezdců
 vítěz soutěže českých jezdců
vítěz prologu
6. místo Veneto Classic
Tour de l'Avenir
10. místo celkově
2023
Národní šampionát
 vítěz silničního závodu
3. místo časovka
Kolem Norska
8. místo celkově
8. místo Figueira Champions Classic
Kolem Belgie
9. místo celkově
 vítěz soutěže mladých jezdců
2024
Národní šampionát
 vítěz časovky
5. místo silniční závod
Kolem Belgie
2. místo celkově
 vítěz soutěže mladých jezdců
Kolem Norska
4. místo celkově
 vítěz soutěže mladých jezdců
Vuelta a España
2. místo v časovce a 7. etapě
lídr  po etapách 1–3

#### Výsledky na šampionátech
| Akce               | Akce           | 2023 | 2024 | 2025 |
| ------------------ | -------------- | ---- | ---- | ---- |
| Olympijské hry     | Silniční závod | NS   | 14   | NS   |
| Olympijské hry     | Časovka        | NS   | 11   | NS   |
| Mistrovství světa  | Silniční závod | DNF  | 20   |      |
| Mistrovství světa  | Časovka        | 38   | 27   |      |
| Mistrovství Evropy | Silniční závod | 61   | —    |      |
| Mistrovství Evropy | Časovka        | 24   | —    |      |
| Národní šampionát  | Silniční závod | 1    | 5    | 1    |
| Národní šampionát  | Časovka        | 3    | 1    | 1    |

| —   | Nezúčastnil se |
| DNF | Nedokončil     |
| NS  | Nekonalo se    |